# Eudoxia
Az Eudoxia görög eredetű női név, jelentése: jó hírnévnek örvendő, tisztelt.

## Gyakorisága
Az 1990-es években szórványos név, a 2000-es években nem szerepel a 100 leggyakoribb női név között.

## Névnapok
- március 1.[2]
- szeptember 16.[2]